# Upstairs at Eric’s
Upstairs at Eric’s – debiutancki album synthpopowego duetu Yazoo wydany 23 sierpnia 1982. Nazwa albumu pochodzi od studia nagraniowego producenta albumu Erika Radcliffe'a. Album zdobył tytuł platynowej płyty w Wielkiej Brytanii.

## Lista utworów
| Strona A | Strona A                                   | Strona A |
| Nr       | Tytuł utworu                               | Długość  |
| -------- | ------------------------------------------ | -------- |
| 1.       | „Don't Go” (Vince Clarke)                  | 3:08     |
| 2.       | „Too Pieces” (Vince Clarke)                | 3:14     |
| 3.       | „Bad Connection” (Vince Clarke)            | 3:20     |
| 4.       | „I Before E Except After C” (Vince Clarke) | 4:36     |
| 5.       | „Midnight” (Alison Moyet)                  | 4:22     |
| 6.       | „In My Room” (Vince Clarke)                | 3:52     |
|          |                                            | 22:32    |

| Strona B | Strona B                                         | Strona B |
| Nr       | Tytuł utworu                                     | Długość  |
| -------- | ------------------------------------------------ | -------- |
| 1.       | „Only You” (Vince Clarke)                        | 3:14     |
| 2.       | „Goodbye '70's” (Alison Moyet)                   | 2:35     |
| 3.       | „Tuesday” (Vince Clarke)                         | 3:22     |
| 4.       | „Winter Kills” (Alison Moyet)                    | 4:06     |
| 5.       | „Bring Your Love Down (Didn't I)” (Alison Moyet) | 4:40     |
|          |                                                  | 17:57    |

## Twórcy
- Alison Moyet – wokal
- Vince Clarke – syntezatory